# Hôtel de ville de Malaga
L'Hôtel de ville de Málaga (en espagnol : Casa consistorial de Málaga), également connu sous le nom de La Casona del Parque (littéralement, Le manoir du parc), est le siège du conseil municipal de Málaga, en Andalousie (Espagne).
Bâtiment néo-baroque avec des éléments modernistes, il a été inauguré le 11 avril 1919 par le maire Manuel Romero Raggio. Le coût était de 1,5 million de pesetas espagnoles. La Real Academia de Bellas Artes de San Telmo était conseillère pour le projet, et le bâtiment devait initialement abriter la Députation provinciale de Malaga et le Tribunal d'enquête.

## Histoire
Le conseil municipal avait auparavant été installé dans plusieurs sites autour de la ville, le premier étant une ancienne mosquée en décembre 1488, peu de temps après que les Rois Catholiques aient pris la ville lors de la Reconquista. Au siècle suivant, il a déménagé sur la Plaza de las Cuatro Calles (aujourd'hui Plaza de la Constitución), y restant jusqu'à sa démolition dans les années 1860. Après cela, il a loué plusieurs bâtiments historiques dans le centre-ville, déménageant fréquemment en raison de problèmes de paiement des factures.
En janvier 2010, l'hôtel de ville a été déclaré Bien d'Intérêt Culturel. La désignation couvre également les Jardins de Pedro Luis Alonso, derrière le bâtiment.
En décembre 2021, des plans de rénovation ont été annoncés pour rendre le bâtiment plus proche de sa conception initiale. Celles-ci supprimeraient les paliers et le troisième étage, augmentant ainsi chaque étage.

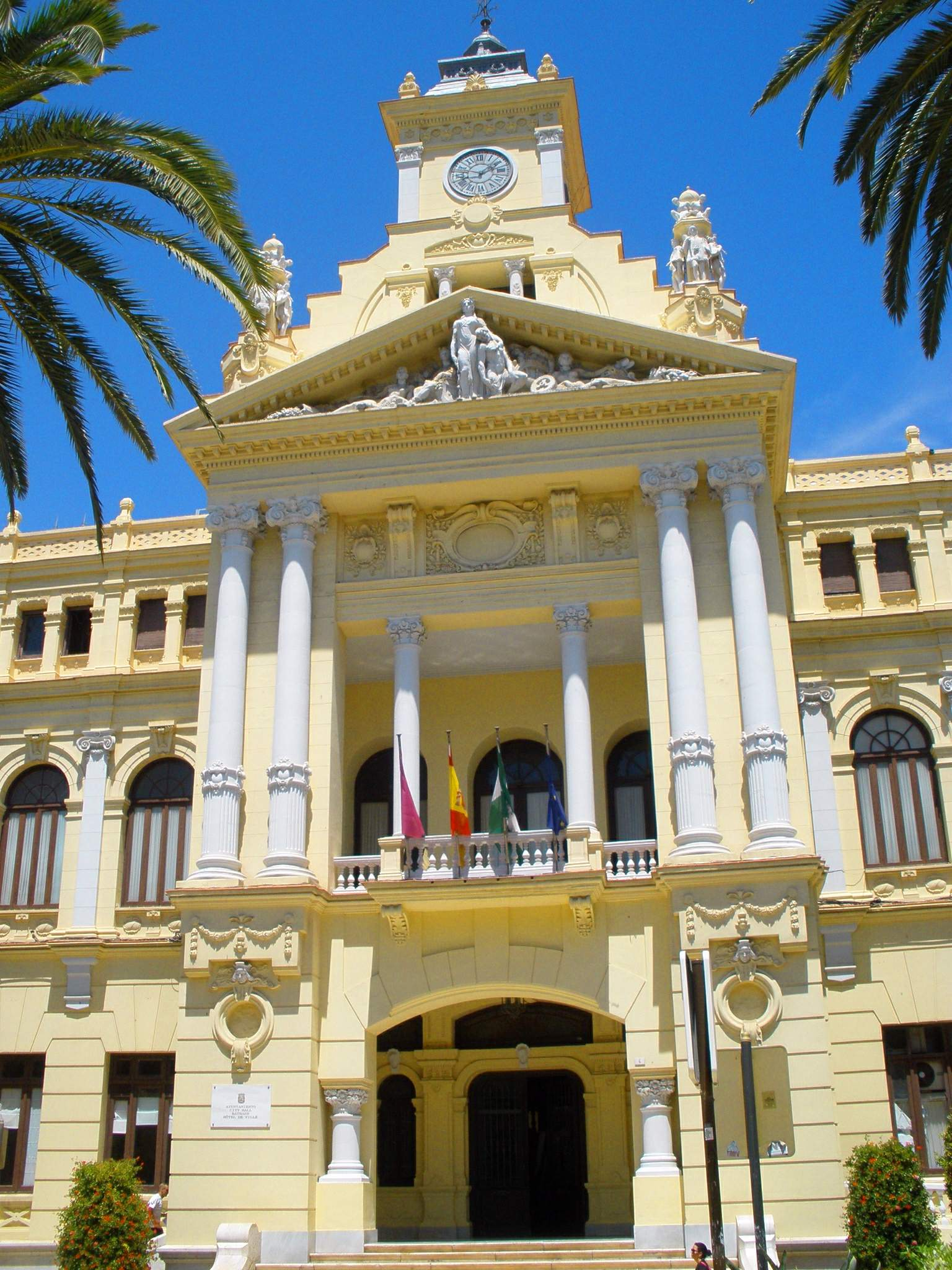